# Nu Boyana Film Studios
Die Nu Boyana Film Studios (bulg. Ню Бояна Филм Стюдиос) sind die größten Filmstudios Osteuropas. Die bulgarische Aktiengesellschaft fungiert als Produktions- und Vertriebsfirma, häufig von internationalen Kinoproduktionen. Aktuell ist sie eine Tochterfirma von Avi Lerners in Los Angeles ansässigen Produktionsfirmen Nu Image und Millennium Films.
Die Vorgängerfirma, das Filmstudio für Spielfilme „Bojana“ (Студия за игрални филми „Бояна“), war 1962 als staatliches Unternehmen gegründet worden. Von Anfang an sollten alle Produktionsprozesse, die beim Spiel- und Werbefilm anfallen, auf einem über 30 Hektar großen Gebiet im Sofioter Stadtteil Bojana gebündelt werden. So sind neben mehreren Studios auch Außenrequisiten vorhanden, die Manhattan und das antike Rom nachbilden.
Ab Mitte der 1990er Jahre wandelte der Staat das Unternehmen in eine Aktiengesellschaft um, die allerdings weiterhin zu 100 Prozent im Staatsbesitz blieb. Es wurde 2005 an die kalifornische Produktionsfirma Nu Image verkauft. Seit Februar 2007 trägt es den heutigen Namen. Aktuell werden pro Jahr etwa fünf bis acht Spielfilme produziert und finanziert, die jeweils ein Produktionsbudget zwischen 20 und 80 Mio. US-Dollar haben. Außerdem werden die Studios für Drehs zur Verfügung gestellt. Zu den in den letzten Jahren produzierten Filmen zählen unter anderem Bloodsport IV – The Dark Kumite, Haunted Hill – Die Rückkehr in das Haus des Schreckens, The Expendables 2, 300: Rise of an Empire, Kane & Lynch: Dead Men, Getaway, The Expendables 3 und Leatherface.

## DEFA-Boyana-Koproduktionen
- 1959: Sterne (Звезди)
- 1965: Die antike Münze (Старинната монета)
- 1972: Amboß oder Hammer sein (Наковалня или чук)
- 1982: Die Mahnung (Предупреждението)

## Fernsehfilme des Filmstudios für Spielfilme „Bojana“
- На всеки километър (1969) (Na wseki kilimetar; An jedem Kilometer)
- Демонът на империята (1971) (Demonat na imperijata; deutsch etwa: Der Dämon des Imperiums)
- Адаптация (1979) (Adaptazija; deutsch etwa: Adaptation)
- Пътят към София (1979) (Patjat kam Sofia; deutsch etwa: Der Weg nach Sofia)
- Войната на таралежите (1979) (Wojnata na taraleschite; deutsch etwa: Der Krieg der Igel)
- Записки по българските въстания (1981) (Sapiski pi balgrdkite Wastanija; deutsch etwa: Aufzeichnungen zu den bulgarischen Aufständen)
- Капитан Петко войвода (1981) (Kapitan Petko Wojwoda; deutsch etwa: Hauptmann Petko Wojwoda)
- Нощем с белите коне (1985) (Noschtem s belite kone; deutsch etwa: Nachts mit den weißen Pferden)
- Большая игра (1988) (Bolschaja igra; deutsch etwa: Das große Spiel)

## Spielfilme des Filmstudios für Spielfilme „Bojana“
- Хан Аспарух (1981) (Chan Asparuch; deutsch etwa: Khan Asparuch)
- Господин за един ден (1983) (Gospodin sa edin den; deutsch etwa: Herr für einen Tag)
- Време разделно (1987) (Wreme rasdeleno; deutsch etwa: Geteilte Zeit)
- Вчера (1988) (Wtscherea; deutsch etwa: Gestern)